# ناحیه فرانکنلوست، میشیگان
ناحیه فرانکنلوست (به انگلیسی: Frankenlust Township) یک منطقهٔ مسکونی در ایالات متحده آمریکا است که در شهرستان بی، میشیگان واقع شده‌است.
 ناحیه فرانکنلوست ۵۹٫۷ کیلومتر مربع مساحت و ۳٬۵۶۲ نفر جمعیت دارد و ۱۸۲ متر بالاتر از سطح دریا واقع شده‌است.